# Palmetto (Georgia)
Palmetto ist eine Stadt in dem Fulton County und dem Coweta County des US-Bundesstaates Georgia. Sie hat 4851 Einwohner (Stand: 2019) und ist Teil der Metropolregion Atlanta.

## Geschichte
Die Georgia General Assembly gründete Palmetto 1854 als Stadt. Die Gemeinde wurde nach dem Palmetto Regiment, einem Infanterie-Regiment aus dem Mexikanisch-Amerikanischen Krieg benannt.